# Vespinitocris camerunica
Vespinitocris camerunica är en skalbaggsart som beskrevs av Stefan von Breuning 1956. Vespinitocris camerunica ingår i släktet Vespinitocris och familjen långhorningar. Inga underarter finns listade i Catalogue of Life.